# Raúl Páez
Raúl Alberto Páez (Córdoba, 1937. május 26. – 1996) argentin válogatott labdarúgó.
Az argentin válogatott tagjaként részt vett az 1962-es világbajnokságon.

## Sikerei, díjai
San Lorenzo
- Argentin bajnok (1): 1959